# Kutzbachstraße

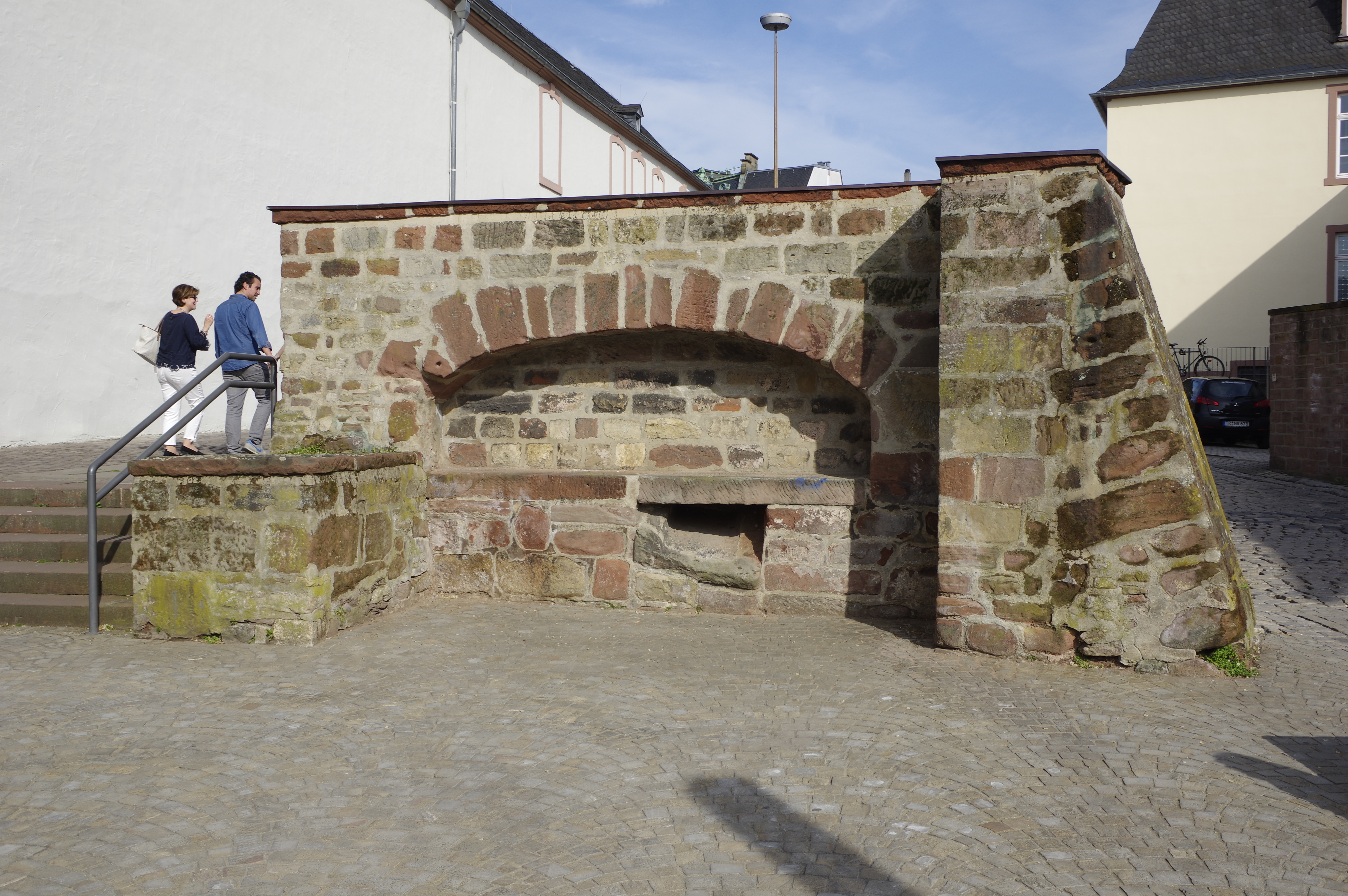
Überrest des Stadtbachs

Die Kutzbachstraße ist eine Straße in der Trierer Innenstadt. Sie verläuft zwischen Pferdemarkt und Simeonstiftplatz. Die Straße ist eine Einbahnstraße.

## Geschichte
Die Straße ist nach dem Trierer Konservator Friedrich Kutzbach benannt. Bis 1943 hieß sie Simeonstiftstraße. Im Mittelalter stand an der Straße die Stiftsmühle von St. Simeon, weshalb der untere Teil Mühlengasse hieß. Der obere Teil hieß Henkergasse.
An der Ecke Kutzbachstraße/Simeonstiftplatz (früher Simeonstiftstraße 10, heute Simeonstiftplatz 1) stand das Geburtshaus der Schriftstellerin Clara Viebig. Das Anwesen wurde um 1957/58 abgerissen, gemeinsam mit weiteren Gebäuden an der Ostseite der Thomasgasse bzw. des Thomasgäßchens (heute Simeonstiftplatz). Auf dem Grundstück wurde 1972 ein Neubau fertiggestellt.

## Gebäude
An der Straße befinden sich fünf Kulturdenkmäler, unter anderem die sogenannte Vogtsburg und die Kapelle St. Thomas. Erwähnenswert ist auch die historische Kanalabdeckung in der Straße. Als Verlust historischer Bausubstanz ist der Abriss des Gebäudes Kutzbachstraße 2, ein Giebelhaus aus dem 16. Jahrhundert, vor einigen Jahrzehnten zu verzeichnen.